# Jonathan Lekkerimäki
Jonathan Lekkerimäki (né le 24 juillet 2004 à Huddinge en Suède) est un joueur suédois de hockey sur glace. Il évolue à la position d'attaquant.

## Biographie

### Carrière junior
Lekkerimäki commence sa carrière junior avec le Södertälje SK en 2018-2019. il dispute le championnat avec les moins de 16 ans en première et deuxième division régional.
Il participe au tournoi TV-Pucken en 2019-2020, représentant sa région Södermanland. Il aide son équipe à terminer à la 3e place, remportant la médaille de bronze. Il est également désigné meilleur attaquant du tournoi, remportant le trophée Sven Tumbas.
Pour la saison 2019-2020, il se joint au Djurgården IF. Avant que la saison ne soit interrompue par la Pandémie de Covid-19, il parvient à se qualifier pour la deuxième phase de groupe du championnat national avec les moins de 16 ans et il aide les moins de 18 ans à être en tête de la division nord du championnat national. La saison 2020-2021 est, elle aussi, arrêtée en cours à cause de la pandémie. Il dispute seulement 8 rencontres avec les moins de 18 ans dans le championnat régional élite et un match avec les moins de 20 ans dans le Championnat de Suède de hockey sur glace junior.
Lors de la saison 2021-2022, il évolue pour l'équipe des moins de 20 ans, récoltant 35 points en 26 matchs de saison régulière. Il participe aux séries éliminatoires, remportant la médaille d'argent.

### En club
Lekkerimäki commence sa carrière professionnelle avec le Djurgården IF en SHL, lors de la saison 2021-2022. Il dispute son premier match le 21 octobre 2021, une défaite 2-3 face au IK Oskarshamn. Il inscrit ses deux premiers points, un but et une passe, le 26 décembre 2021, lors d'une victoire 5-4 face au Rögle BK.
En prévision du repêchage de 2022, la centrale de recrutement de la LNH le classe au 6e rang des espoirs européens chez les patineurs.
Il est sélectionné au 15e rang par les Canucks de Vancouver.

### En équipe nationale
Lekkerimäki représente la Suède lors de la Coupe Hlinka-Gretzky en 2021, il finit troisième du tournoi, remportant une médaille de bronze.
Lors du Championnat du monde moins de 18 ans en 2022 et remporte la médaille d'or.

## Statistiques

### En club
| Saison    | Équipe              | Ligue           |                   | Saison régulière  | Saison régulière  | Saison régulière  | Saison régulière  | Saison régulière  |                   | Séries éliminatoires | Séries éliminatoires | Séries éliminatoires | Séries éliminatoires | Séries éliminatoires |
| Saison    | Équipe              | Ligue           | PJ                | B                 | A                 | Pts               | Pun               | PJ                | B                 | A                    | Pts                  | Pun                  |                      |                      |
| 2018-2019 | Södertälje SK M16   | J16 Division 1  | 7                 | 4                 | 3                 | 7                 | 0                 | 5                 | 4                 | 3                    | 7                    | 0                    |                      |                      |
| 2018-2019 | Södertälje SK 2 M16 | J16 Division 1  | 3                 | 5                 | 7                 | 12                | 0                 | -                 | -                 | -                    | -                    | -                    |                      |                      |
| 2018-2019 | Södertälje SK 3 M16 | J16 Division 2  | 1                 | 1                 | 1                 | 2                 | 0                 | -                 | -                 | -                    | -                    | -                    |                      |                      |
| 2019-2020 | Djurgården IF M16   | J16 Division 1  | 18                | 16                | 4                 | 20                | 6                 | 5                 | 6                 | 6                    | 12                   | 2                    |                      |                      |
| 2019-2020 | Djurgården IF M16   | J16 SM          | 3                 | 4                 | 5                 | 9                 | 6                 | -                 | -                 | -                    | -                    | -                    |                      |                      |
| 2019-2020 | Djurgården IF M18   | J18 Allsvenskan | 2                 | 0                 | 0                 | 0                 | 0                 | -                 | -                 | -                    | -                    | -                    |                      |                      |
| 2019-2020 | Södermanland        | TV-Pucken       | 8                 | 11                | 7                 | 18                | 2                 | -                 | -                 | -                    | -                    | -                    |                      |                      |
| 2020-2021 | Djurgården IF M18   | J18 Region      | 8                 | 12                | 4                 | 16                | 0                 | -                 | -                 | -                    | -                    | -                    |                      |                      |
| 2020-2021 | Djurgården IF M20   | J20 Nationell   | 1                 | 0                 | 1                 | 1                 | 1                 | -                 | -                 | -                    | -                    | -                    |                      |                      |
| 2021-2022 | Djurgården IF M20   | J20 Nationell   | 26                | 20                | 15                | 35                | 8                 | -                 | -                 | -                    | -                    | -                    |                      |                      |
| 2021-2022 | Djurgården IF       | SHL             | 26                | 7                 | 2                 | 9                 | 0                 | -                 | -                 | -                    | -                    | -                    |                      |                      |
| 2022-2023 | Djurgården IF M20   | J20 Nationell   | 2                 | 2                 | 3                 | 5                 | 0                 | -                 | -                 | -                    | -                    | -                    |                      |                      |
| 2022-2023 | Djurgården IF       | Allsvenskan     | 29                | 3                 | 6                 | 9                 | 4                 | 15                | 5                 | 10                   | 15                   | 2                    |                      |                      |
| 2023-2024 | Örebro HK           | SHL             | Saison en cours ? | Saison en cours ? | Saison en cours ? | Saison en cours ? | Saison en cours ? | Saison en cours ? | Saison en cours ? | Saison en cours ?    | Saison en cours ?    | Saison en cours ?    |                      |                      |

### En équipe nationale
| Année     | Équipe    | Compétition                          |   | PJ | B  | A  | Pts | Pun       |  | Résultat |
| 2019-2020 | Suède M16 | International                        | 3 | 1  | 1  | 2  | 2   |           |  |          |
| 2021      | Suède M18 | Coupe Hlinka-Gretzky                 | 5 | 5  | 0  | 5  | 4   | 3e place  |  |          |
| 2021-2022 | Suède M18 | International                        | 5 | 5  | 0  | 5  | 4   |           |  |          |
| 2021-2022 | Suède M20 | International                        | 3 | 1  | 0  | 1  | 2   |           |  |          |
| 2022      | Suède M18 | Championnat du monde moins de 18 ans | 6 | 5  | 10 | 15 | 4   | 1re place |  |          |
| 2022      | Suède M18 | Championnat du monde junior          | 7 | 0  | 3  | 3  | 0   | 3e place  |  |          |
| 2023      | Suède M18 | Championnat du monde junior          | 7 | 1  | 3  | 4  | 4   | 4e place  |  |          |

## Trophées et honneurs personnels

### TV-Pucken
- 2018-2019 : médaille de bronze avec l'équipe de Södermanland. Il remporte le trophée Sven Tumbas le désignant meilleur joueur du tournoi.

### Coupe Hlinka-Gretzky
- 2021-2022 : médaille de bronze avec la Suède.

### J20 Nationell
- 2021-2022 : médaille d'argent avec le Djurgården IF.

### Championnat du monde moins de 18 ans
- 2021-2022 : médaille d'or avec la Suède. Il est désigné sur l'équipe d'étoiles du tournoi.